# Космеда Тетяна Анатоліївна
Тетяна Анатоліївна Космедріла (нар. 9 травня 1957 р., с. Чинадієво, Закарпатської обл., Україна) — український мовознавець, доктор філологічних наук (2001), професорка (2003, Україна), професор титулярний (2011, Польща); членкиня Президії Міжнародної асоціації франкознавців ― МАФ (з 2006 р.; Львів), Міжнародної Асоціації україністів (МАУ) (з 1996 р.; Київ); Всеукраїнської асоціації викладачів української мови і літератури ― ВАВУМЛ (з 2012 р.; Львів).

## Біографія
У 1981 році закінчила Львівський національний університет імені Івана Франка, пройшла шлях від лаборанта кафедри російської мови (1981—1983 рр.), її аспірантки (1983—1986 рр.), доцента (1992 р.) до завідувача кафедри російської філології (1992—2003 рр.). З 2003 до 2005 рр. — робота у Львівському державному університеті внутрішніх справ; крім того, з 2006 р. — професор кафедри української мови Харківського національного педагогічного університету імені Г. С. Сковороди, з 2012 р. — професор-консультант докторантської школи (Н. Піддубна, Т. Осіпова, О. Халіман) на безоплатній основі; тут брала участь у роботі спеціалізованої Вченої ради К 64.053.05 (2006—2019 рр.); 2010—2013 рр. — професор кафедри мовної і міжкультурної комунікації в Дрогобицькому державному педагогічному університеті імені Івана Франка, де керувала науковою школою «Поліфункціональна інтерпретативна парадигма: комунікація, лінгвоконцептологія, лексикографія» (Г. Палиця, О. Ляховин, В. Сліпецька, І. Сирко, Л. Соболь, Г. Намачинська); започаткувала випуск збірника наукових праць «Мова. Культура. Взаєморозуміння» (2011—2013). З 2018 р. — професор кафедри загального та прикладного мовознавства і слов'янської філології Донецького національного університету імені Василя Стуса, де бере участь у роботі спеціалізованої Вченої ради К 11.051.14 (з 2018 р.), з 2019 р. переведена на посаду професора кафедри романських мов і світової літератури (факультет романо-германської філології).
Популяризуючи українську мову за кордоном, науковець працює керівником кафедри україністики (2011—2020) в Інституті російської філології (з 2017 р. — в Інституті російської та української філології) Університету імені Адама Міцкевича в Познані (Польща), де стає фундатором україністики, започаткувавши спеціальність «українська філологія» (2012), «українсько-англійська філологія» (2015) на рівні бакалаврату, а з 2015 року — й магістратуру з української філології; організувала періодичну наукову конференцію «Україністика вчора, сьогодні, завтра» [Архівовано 5 лютого 2021 у Wayback Machine.] (з 2011) і стала фундатором періодичного наукового видання «Studia Ukrainica Poznaniensia» [Архівовано 25 жовтня 2020 у Wayback Machine.] (спочатку була головним і науковим редактором, але через те, що не прийняла громадянства Польщі, за законами країни не могла бути затверджена головним редактором); з 2011 року почала проводити Шевченківські дні, організувала спочатку Загальнопольський (з 2015), а згодом і Міжнародний конкурс української поезії (з 2017 р.); читала курс «Описової граматики української мови», а також проводила спецкурси і спецсемінари з питань зіставного дослідження російської і української мов, актуальних проблем сучасного українського мовознавства для бакалаврів і магістрів українського, українсько-англійського і російсько-українського відділень, керувала науковими роботами студентів. 2017 і 2018 рр. була нагороджена спеціальною Науковою стипендією ректора УАМ за активну наукову роботу. 2012—2019 рр. отримувала відзнаки кращого працівника Інституту російської і української філології УАМ.

## Науковий доробок
Напрями наукових досліджень: теорія лінгвопрагматики, лінгвоаксіології, лінгвокультурології, лінгвоконцептології, лінгвоперсонології, лінгвогендерології, щоденникознавства (діаріумології), комунікативної лінгвістики, термінології, пареміології, лексикографії, перекладознавства, у полі зору вченої практика дискурсивного аналізу, спроєктована на основні одиниці мови й мовлення та художні й публіцистичні тексти, а також зіставне дослідження слов'янських мов.
Підготовка кадрів вищої кваліфікації. Підготувала 15 канд. філол. наук зі спец. 10.02.01 — українська мова (В. Галайчук, Н. Плотнікова, Т. Осіпова, О. Халіман, Л. Саліонович, Н. Карпенко, Д. Рязанцева, Л. Соболь, Г. Намачинська) та 10.02.02. — російська мова (І. Саєвич, О. Аргуткіна, Л. М'яснянкіна, І. Гажева, Н. Мацієвська, Ю. Булик), а також 3 докт. філол. наук зі спеціальності 10.02.01. — українська мова (О. Халіман, Н. Піддубна, Т. Осіпова). З 2017 р. здійснює керівництво докторськими дисертаціями Т. Петрової (Харків), а з 2020 року — О. Ковтун, В. Калініченко, В. Папіш (ДонНУ ім. В. Стуса) та кандидатськими дисертаціями Д. Янчури (з 2018, УАМ, Польща) і С. Колонюка (з 2020, ДонНУ ім. В. Стуса).
Член редколегії зб. наук. праць ЛНУ ім. Івана Франка «Вісник Львівського університету» [Архівовано 18 березня 2020 у Wayback Machine.]. Сер. «Філологія» (Львів, Україна; 1996—2003); зб. наук. праць ХНПУ ім. Г. С. Сковороди «Лінгвістичні дослідження» (Харків, Україна; 2009—2020); зб. наук. праць Переяслав-Хмельницького держ. пед. ун-ту ім. Гр. Сковороди «Соціум. Документ. Комунікація» (Переяслав-Хмельницький, Україна; 2017—2020); зб. наук. праць Сумського держ. пед. ун-ту «Філологічні трактати» [Архівовано 11 лютого 2018 у Wayback Machine.] (Суми, Україна; 2017—2020); періодичного видання «Науковий вісник Херсонського державного університету. Сер.: Лінгвістика» [Архівовано 18 січня 2021 у Wayback Machine.] (Херсон, Україна; 2017—2020), періодичного видання «Українська мова і література в школах України», щомісячний наук.-метод. та літерат.-мистец. журнал Гуманітарного інституту Київського університету імені Бориса Грінченка (Київ, Україна; 2017—2020); періодичного видання «Studia Rossica Posnaniensia» [Архівовано 22 лютого 2018 у Wayback Machine.] (Познань, Польща; з 2015); зб. наук. пр. ДонНУ ім. Василя Стуса « [Архівовано 11 лютого 2018 у Wayback Machine.]Лінгвістичні студії» [Архівовано 11 лютого 2018 у Wayback Machine.] (Вінниця, Україна; з 2015); наукового періодичного видання «Записки з українського мовознавства» [Архівовано 7 лютого 2021 у Wayback Machine.] (Одеський національний університет імені І. І. Мечникова, з 2020); періодичного журналу «Мовознавство» [Архівовано 22 січня 2021 у Wayback Machine.] (Інститут мовознавства імені О. Потебні АН України, з 2020). Засновник періодичного видання «Studia Ukrainica Poznaniensia» [Архівовано 21 січня 2018 у Wayback Machine.] (Познань, Польща, 2013—2020), 2013 — головний (2013—2015 рр.) і науковий редактор (2013—2020 рр.).

## Друковані праці
Гугл Академія https://scholar.google.com.ua/citations?user=mFLet4UAAAAJ&hl=uk [Архівовано 3 лютого 2021 у Wayback Machine.]
ORCID https://orcid.org/0000-0001-8912-2888 [Архівовано 4 лютого 2021 у Wayback Machine.]
WorldCat Identities http://worldcat.org/identities/lccn-n98079982/ [Архівовано 22 грудня 2021 у Wayback Machine.]
Авторка 13 монографій, близько 500 наукових публікацій та науково-методичних праць.
Монографії:
- «Нариси з функціональної лексикології» (рос. мовою; Львів, 1997; у співавт. з Ф. С. Бацевичем)
- «Аксіологічні аспекти прагмалінгвістики: формування і розвиток категорії оцінки» (Львів, 2000)
- «Комунікативна компетенція Івана Франка: міжкультурні, інтерперсональні, риторичні виміри» (Львів, 2006)
- «Лінгвоконцептологія: лінгвоконцептосфера Святки в українському мовному просторі» (Львів, 2010; у співавт. з Н. В. Плотніковою)
- «Ego i Alter Ego Тараса Шевченка в комунікативному просторі щоденникового дискурсу» (Дрогобич, 2012)
- «Мовна гра в парадигмі інтерпретативної лінгвістики. Граматика оцінки. Граматична ігрема (теоретичне осмислення дискурсивної практики)» (Дрогобич, 2013; у співавт. з О. В. Халіман)
- «Гендерна лінгвістика в Україні: історія, теоретичні засади, дискурсивна практика» [Архівовано 14 лютого 2021 у Wayback Machine.] (Дрогобич, 2014; у співавт. з Н. А. Карпенко, Т. Ф. Осіповою, Л. М. Саліонович, О. В. Халіман)
- «Степан Руданський: феномен моделювання „живого“ мовлення українців» (Харків-Познань-Дрогобич, 2015; у співавт. з Т. Ф. Осіповою, Н. В. Піддубною). — Лауреат Всеукраїнської літературно-мистецької премії імені Степана Руданського 2017 року [Архівовано 26 грудня 2017 у Wayback Machine.]
- «Феномен креативності Василя Симоненка: літературознавчий та лінгвістичний аспекти» [Архівовано 28 листопада 2020 у Wayback Machine.] (Познань 2016; у співавт. з А. Горнятко-Шумилович)
- «Лингвокалейдоскоп: живые речевые процессы» (рос. мовою; Саарбрюккен: Издательский дом Lambert Academic Publishing, 2017)
- Семантика й прагматика дискурсивного слова та його потенціал для діагностики психотипу мовної особистості: аспектуальний опис. Харків: Харківське історико-філологічне товариство, 2019 (у співавт. з О. Олексенко та І. Павловою)
- Delineation of Linguopersonology and Linguoaxiology. Poznań, 2019 (co-authored with A. Zahnitko, Zh. Krasnobaieva-Chorna) / Нариси з лінгвоперсонології й лінгвістичної аксіології. Познань, 2019 (англійською мовою; у співавт. з А. Загнітком, Ж. Краснобаєвою-Чорною). — Лауреат Конкурсу на кращу монографію в галузі української і білоруської культури імені Мелетія Смотрицького (2020, Варшавський університет, Польща).
- Космеда Т.T. «Дух» літери, або буква — першоелемент лінгвокультури (Кам'янець-Подільський: ТОВ "Друкарня «Рута», 2020).

Взяла участь у підготовці 7 колективних монографій
в Україні:
- Франко. Перезавантаження : кол. моногр.; упоряд.: Б. Тихолоз, А. Беницький (Дрогобич 2013)
- Теорія лінгвістичних парадигм: кол. моногр. на пошану професора, член-кореспондента НАН України Анатолія Загнітка (Вінниця, 2019)

в Угорщині:
- «Вода» в славянской фразеологии и паремиологии : коллект. моногр., в 2 т.; ред. А. Золтан, О. Федосов, С. Янурик (Будапешт, 2013)

у Польщі:
- «Mowimy, jak mowimy»… Komunikacja w jezyku potocznym: podejscie interdyscyplinarne: monogr., pod red. M. Grabskiej i Z. Sladkiewicz (Gdansk: Wydawnictwo Uniwersytetu Gdanskiego, 2014)
- Kobieta w zwierciadle języka i kultury, monogr., red. A. Archangielska, M. Hordy, (Szczecin: Wydawnictwo Naukowe Uniwersytetu Szczecińskiego, 2017)
- Słowo. Test. Czas XIII: Frazeologia w dyskursie i przekładzie. Pod red. Mirosławy Hordy. (Szczecin: Wydawnictwo Naukowe Uniwersytetu Szczecińskiego, 2020)

у Чехії:
- Україністика: минуле, сучасне, майбутнє : колект. моногр., присв. 20-річчю україністики на філософському ф-ті Ун-ту ім. Масарика в Брно, за ред. Г. Миронової (Брно, 2015).

Понад 100 публікацій видано за кордоном в 11 країнах світу (Білорусь, Болгарія, Німеччина, Польща, Росія, Сербія, Словаччина, Угорщина, Україна, Чехія, Югославія).
Публікації в науковометричних базах
Scopus:
- Космеда Т., Янчура Д. Recenze. Irena Mytnik: Słownik historyczno etymologiczny antroponimów ziemi Chełmskiej (XVI—XVII wiek). Sowa, Warszawa 2017. Acta onomastica, red. Z. Dvorakova. Praha. 2019. LX/2. S. 289—296. Online-ISSN: 2571—090. Institute of the Czech Language, Czech Academy of Sciences.
- Космеда Т. Рецензія. Р. Тимошук, В. Сосновський, М. Яскот, Ю. Ганошенко, Лексикон польської та української активної фразеології, Варшава: KJV Digital Sp. z o. o., 2018. Przegląd Wschodnioeuropejski, redaktor naczelny Aleksander Kiklewicz, 10/2, 2019, Uniwersytet Warmińsko-Mazurski w Olsztynie, Wydawnictwo UWM, s. 363—366 (у співавторстві з О. Гоменюк).
- Космеда Т. Рецепция статуса украинского языка в российском языкознании: миф и реальность. Slavia Centralis, NR 1. 2020. Glavni in odgovorni urednik — Editor-in-chief Marko Jesenšek (Univerza v Mariboru — University of Maribor, SLO). S. 126—135
- Перекладна фразеографія: досвід укладання двомовного українсько-польського словника усталених виразів. Slavia orientalis. Tom LXIX, NR 1. 2020. S. 121—129. Komitet Słowianoznawstwa PAN Adam Bezwiński (Redaktor Naczelny). DOI: 10.24425/slo.2020.132444
- Tetiana Kosmeda, Olena Kowalewska. Нове двомовне фразеологічне видання: полемічна рефлексія (Роман Тимошук, Войцех Сосновський, Мацей Яскот, Юрій Ганошенко. Лексикон польської та української активної фразеології, KJV Digital, Варшава 2018, 309 ss.) Studia z Filologii Polskiej i Słowiańskiej. VOL 55. 2020. S.1–16.
- Космеда Т. Оксана Пастерчук, Асоціативний словник власник особових імен. Луцьк, ПП Іванюк В. П., 2019, сс. 200. Slavia orientalis. Komitet Słowianoznawstwa PAN Adam Bezwiński (Redaktor Naczelny). Tom LXIX. NR 1. 2020. S. 179—182. DOI: 10.24425/slo.2020.132444
- Космеда Т. О. В. Радчук, Лингвокогнитивная репрезентация понятия «отсутствие» в русском языке. Харьков: Юрайт, 2019; 288 сс. Przegląd Wschodnioeuropejski / redaktor naczelny Aleksander Kiklewicz. Nr 10/2, 2020. Uniwersytet Warmińsko-Mazurski: Wydawnictwo UWM. S. 511—514.
- Космеда Т. Последняя монография ученого. Jerzy Kaliszan, Русские омографы. Wydawnictwo Naukowe UAM, Poznań 2017. Przegląd Rusycystyczny. / Redaktor naczelny Piotr Fast. Katowicy: Uniwersytet Śląski. Nr 2 (170). 2020. S. 245—248. DOI: https://doi.org/10.31261/pr.8080

Web of science:
- Лінгвокреативність Лесі Українки в її еґо-текстах (на матеріалі епістолярію поетеси (1870—1890) та її роздумів про листи в художніх текстах), Roczniki Humanistyczne. Słowianoznawstwo, red. A. Woźniaк. Tom LXII. Zeszyt 7. Lublin. 2018.  S. 91–109. ISSN: 0035-7707 (Web of Science Core Collection).

Підручники, навчальні посібники:
- Українська фразеологія: теорія, вправи, тести, словник : навч. посібник для студентів української філології (Познань: УАМ, 2011; у співавторстві з Т. Осіповою, М. Четирбою, Л. Малєцьким, О. Ерделі)
- Вступ до мовознавства в тестах (Дрогобич, 2012; у співавторстві з О. Ляховин)
- Орфографія української мови: теорія, вправи, тести, словник (Познань: Вид-во УАМ, 2012; у співавт. з Л. Малєцьким)
- Загальне мовознавство в тестах для бакалаврів (Дрогобич, 2013; у співавт. з О. Б. Ляховин, І. М. Сирко, В. Д. Сліпецькою)
- Практичний курс української мови (для польських студентів-україністів першого року навчання: рівень А1-А1+); заг. ред. і передмова проф. Т. Космеди; уклад.: М. Абузарова, А. Горнятко-Шумилович, І. Кочан, Р. Купідура, М. Четирба (з компакт-диском), Познань, 2015.
- Практичний курс української мови (для польських студентів-україністів другого року навчання: рівень А2-В1); заг. ред. і передмова проф. Т. Космеди; уклад.: Т. Космеда, І. Кочан, Р. Купідура, Т. Осіпова, М. Четирба (з компакт-диском); Познань-Львів, 2016.

Словники:
- Комунікативний кодекс українців у пареміях: тлумачний словник нового типу (Дрогобич, 2010; у співавт. з Т. Ф. Осіповою).
- Короткий українсько-польський словник усталених виразів: еквіваленти слова, фразеологізми, прислів'я та приказки [Архівовано 28 лютого 2021 у Wayback Machine.] (за заг. ред. проф. Т. А. Космеди; автор передмови проф. Т. А. Космеда; уклад.: Т. Космеда, О. Гоменюк, Т. Осіпова; Познань–Харків, 2017).